# Блонд, Морис
Морис Блонд (Блюменкранц; 1899, Лодзь — 22 октября 1974, Кламар, Франция) — французский художник польского происхождения.
Родился в Лодзи (Российская империя). Учился в русской гимназии, затем в Варшавском университете, где изучал естественные науки. В 1923 году учился в Варшавской академии изобразительного искусства, затем уехал в Берлин. Знал З. Рыбака, А. Минчина, К. Терешковича.
С 1924 года жил в Париже, дружил с И. Пуни, П. Кремнем, М. Ларионовым.